# Sortir de l'armari (pel·lícula de 2019)
Sortir de l'armari (originalment, Coming Out) és una pel·lícula documental francès del 2019, dirigida per Denis Parrot. Aquest documental està fet a base de vídeos gravats per joves just en el moment que anunciaven a les seves famílies que eren gais o lesbianes o que volien ser transgèneres. Són vídeos que ells mateixos van penjar a internet perquè, fent públic aquest moment tan íntim, volien ajudar els que viuen aquesta situació a fer el pas, un pas que posa fi a un llarg temps de dubtes, de por i d'angoixa. Compta amb vídeos de joves dels Estats Units, Sud-àfrica, Regne Unit, el Canadà, el Japó, Alemanya i França. Una coproducció de Dryades Films i Upside Films amb la participació de Canal+, Ciné+ i el suport de CNC i Région Île-de-France. El 10 de gener de 2022 es va estrenar el doblatge en català al programa 60 minuts del canal 33.